# فابريتسيو غاتي
فابريتسيو غاتي (بالإيطالية: Fabrizio Gatti)‏ هو كاتب وصحفي إيطالي، ولد في 9 مارس 1966 في ليتشي في إيطاليا.